# Движение Сопротивления (Нидерланды)

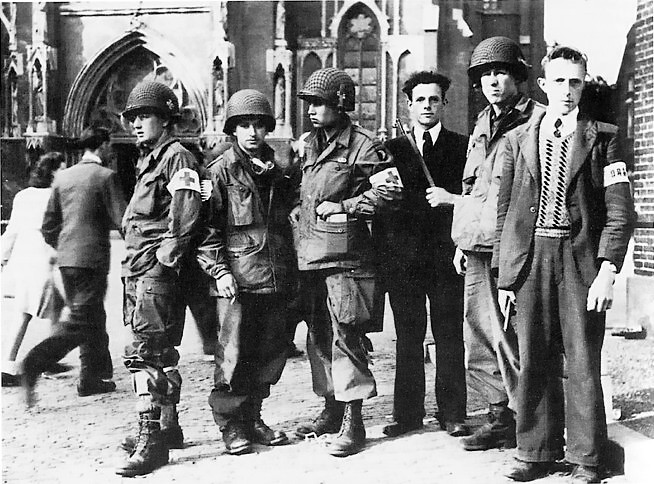
Участники голландского Сопротивления с солдатами войск союзников. Сентябрь 1944 года. Эйндховен

Движение Сопротивления в Нидерландах (нидерл. Nederlands verzet) — организованное сопротивление немецкой оккупации в Нидерландах во время Второй мировой войны. Основными направлениями деятельности были: передача разведывательных данных, подрыв систем связи, внутренний саботаж, забастовки, спасение еврейского населения.

## Вторжение вермахта и оккупация Голландии
10 мая 1940 года немецкие войска без объявления войны вторглись на территорию объявившего нейтралитет Королевства Нидерланды. Через три дня поражение голландцев стало очевидным. Королева Вильгельмина и члены правительства покинули страну, улетев в Лондон.
14 мая немецкая авиация разбомбила Роттердам, под развалинами домов погибло свыше тысячи мирных жителей. В 21:30 главнокомандующий голландской армии генерал Хендрик Винкельман подписал акт капитуляции, и немецкие танки вошли в Амстердам.

## Оккупационный режим
После захвата страны немецкие власти назначили рейхскомиссаром Нидерландов австрийца Артура Зейсс-Инкварта, который вступил в должность 29 мая. Он убеждал голландцев, что немцы не собираются угнетать их страну или навязывать ей свою идеологию. Однако постепенно обстановка ухудшалась; в первую очередь оккупация отразилась на еврейском населении страны, которое высылалось в концентрационные лагеря, многие погибли.

## Деятельность движения Сопротивления
Движение Сопротивления в Нидерландах имело децентрализованный характер, в стране одновременно действовали несколько сравнительно небольших подпольных организаций и групп, которые вели антинемецкую деятельность независимо друг от друга. Определенное распространение среди населения страны получили пассивные формы стихийного сопротивления и мелкого саботажа (неисполнение распоряжений оккупационных властей, предоставление помощи лицам, находившимся на нелегальном положении…). Развитие организованных форм движения Сопротивления происходило медленно, в условиях репрессий со стороны немецкой оккупационной администрации (застигнутых при совершении антинемецких действий расстреливали на месте без суда). Открытый ландшафт и высокая плотность населения также ограничивали возможности вести нелегальную деятельность.
Важную роль в движении Сопротивления играли голландские коммунисты:
- 15 мая 1940 года на совещании в Амстердаме руководство голландской коммунистической партии приняло решение о переходе на нелегальное положение и организации сопротивления немецким оккупантам. В июле 1940 года компартия была запрещена.
- в ноябре 1940 года голландские коммунисты начали выпуск газеты «De Waarheid», также был налажен выпуск местных изданий («De Vonk», «Het Noorderlicht», «Het Compas», «Tribune») и распространение листовок. Несколько позже началось создание военной организации («Militair Contact»).

В целом, в период борьбы против нацистов погибло больше половины членов Коммунистической партии Нидерландов.
Летом 1940 года в Харлеме преподаватель профессионального училища и служащий ковроткацкой фабрики Б. Эйзердраат создал молодёжную подпольную группу «гёзов» («De Geuzen»; название отсылало к гёзам периода Нидерландской революции), которая начала распространение антифашистских листовок, а затем и рукописного бюллетеня «Geuzenberichten». Организация действовала в Харлеме и в районе Флардингена. В ноябре 1940 года организация была разгромлена — 15 человек были арестованы, а Б. Эйзердраат — расстрелян. В общей сложности, оккупантами были выявлены и арестованы 37 участников этой организации, 18 из них были расстреляны.

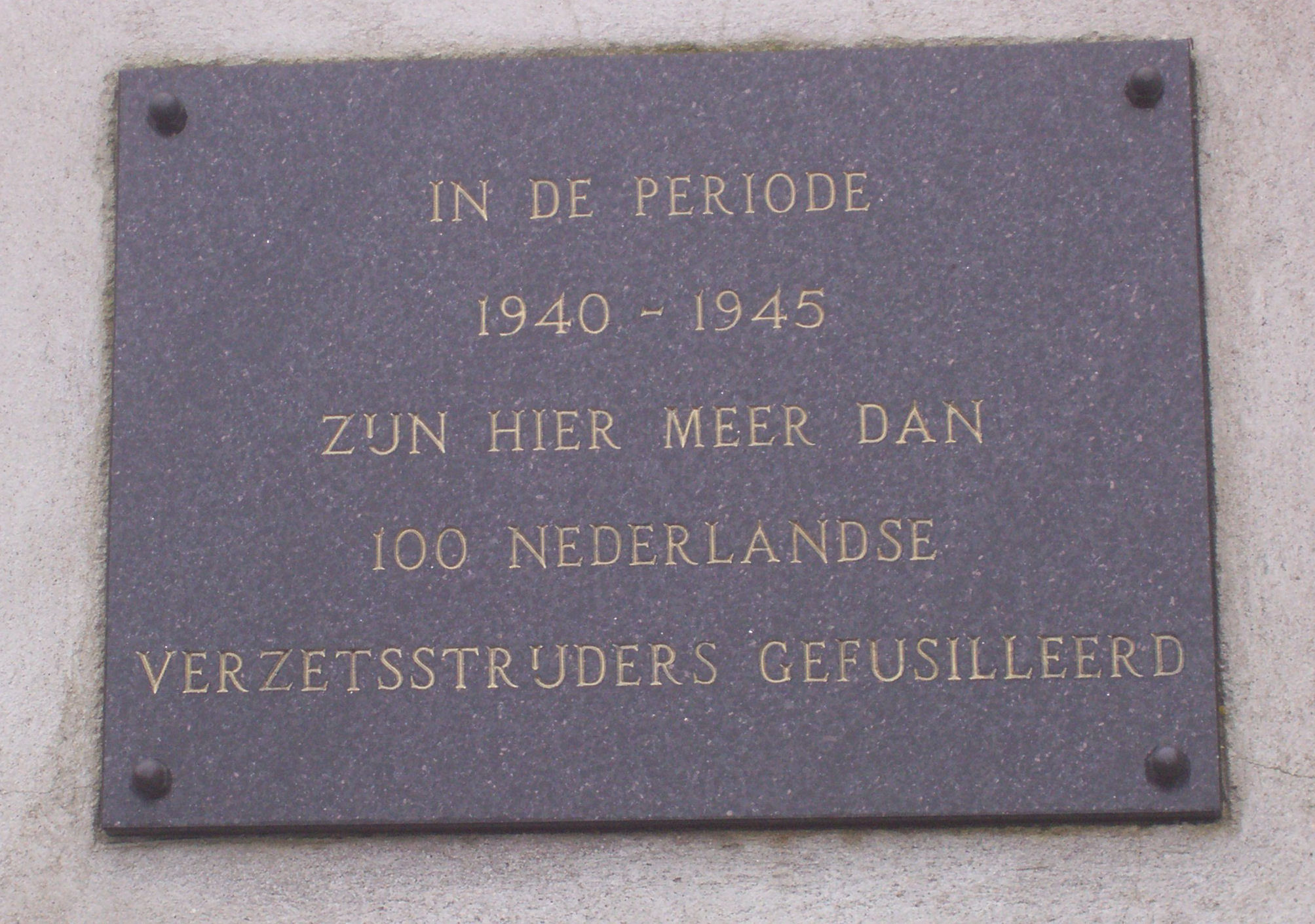
Мемориальная табличка о 100 участниках голландского Сопротивления, расстрелянных в концлагере Заксенхаузен

Подпольная организация, которая объединяла протестантов, с 31 августа 1940 года занималась изданием газеты («Vrij Nederland»).
Подпольная организация, которая объединяла сторонников социал-демократов, с 11 августа 1941 года занималась изданием газеты «Хет пароол» («Het Parool»), её активисты призывали население Голландии к стихийному сопротивлению. Среди активистов организации был Адриан Альтхофф (редактор газеты «Het Volk», арестован и расстрелян в 1943 году) и несколько журналистов.
Антифашистская деятельность принимала различные формы. Группы подделывали продовольственные карточки, печатали фальшивые деньги, издавали подпольные газеты («Waarheid», «Trouw» и др.), осуществляли саботаж на линиях связи и железных дорогах, распределяли пищу и товары, спасали еврейское население.
- осенью 1940 года начались волнения безработных в городах Борн и Амерсфорт, в результате, 12 ноября 1940 года власти пошли на уступки и отказались от увеличения продолжительности рабочего дня[5];
- в конце ноября 1940 года состоялась студенческая демонстрация протеста, в которой приняли участие студенты Лейденского университета и Высшего технического училища в Делфте[5];
- 15 февраля 1941 года голландские коммунисты провели демонстрацию в Амстердаме[5];
- 17-18 февраля 1941 года голландская компартия организовала забастовку металлистов Амстердама в знак протеста против отправки голландских рабочих в Германию[5];
- 25 февраля 1941 года Коммунистическая партия Нидерландов совместно с профсоюзами призвала к забастовке, получившей название «Февральская стачка». Это был беспримерный случай сопротивления: в оккупированной стране организована всеобщая забастовка рабочих и служащих — от докеров до работников банков и продавцов в знак протеста против еврейских погромов. Стачка быстро охватила почти все города Голландии, однако в течение трех дней была подавлена. 9 человек были убиты и 24 ранены во время разгона протестующих, еще 4 — приговорены к смертной казни и казнены, несколько сотен человек были арестованы[5].

12 августа 1941 года немецкие оккупационные власти объявили о роспуске профсоюзов.
В начале октября 1941 года одна из организаций сопротивления была выявлена и разгромлена. 6 октября 1941 года немецкий военный суд приговорил трёх голландцев к смертной казни и еще одного - к пожизненному заключению.
Весной 1942 года по инициативе голландской коммунистической партии в стране была создана еще одна подпольная организация «Нидерландская народная милиция» («De Nederlandse Volksmilitie»), в состав которой вошли коммунисты и беспартийные антифашисты. Под руководством С. Дормитса, активисты организации занимались саботажем и диверсиями на железных дорогах. В середине 1942 года организация понесла тяжелые потери, были арестованы более 100 участников, однако оставшиеся активисты продолжили деятельность, в октябре 1942 года они взорвали крупный склад вермахта в Гааге.
Юп Вестервел — профессор-социалист, праведник мира, организовал вместе с женой сеть голландского сопротивления — группу Вестервела, которая помогала находящимся в Нидерландах евреям выезжать из страны, обеспечивая их поддельными документами. Юп был убит нацистами в августе 1944 года. Его жена Вильгельмина Дора была схвачена, прошла несколько концентрационных лагерей и вернулась в Нидерланды после войны.

### 1943
В начале 1943 года была создана «Национальная организация помощи скрывающимся» («Landelijke Organisatie voor hulp aan onderduikers»), которой руководил священник Фритс Сломм. Активисты организации оказывали помощь людям, находившимся на нелегальном положении, скрывавшимся от оккупационных властей.
Также, в начале 1943 года в результате проведения нескольких облав и агентурной работы немцы сумели нанести тяжёлый удар по руководству компартии Голландии — погибли двое из трёх членов «руководящей тройки» КПН (Лу Янсен и Ян Дитерс), а также резервный член тройки Ян Янзен.
5 февраля 1943 года в Гааге участниками движения Сопротивления из ячейки CS-6 был застрелен генерал-лейтенант голландской армии Х. Сейфард, руководивший набором голландских добровольцев в войска СС и незадолго до этого получивший приказ подготовить части голландской армии для войны против СССР, 10 февраля 1943 года имело место второе покушение — в Гааге выстрелили в шефа пропаганды, 12 февраля 1943 года был убит голландский коллаборационист C. van Ravenzwaal, назначенный мэром города Утрехт.
В марте 1943 бывшие военные полицейские, ставшие сотрудниками гражданской полиции, отказались арестовывать евреев. Один из них, Хендрик Дрогт, после ареста СД сумел сбежать и стал участником движения Сопротивления, спасая пилотов союзников и евреев.
27 марта 1943 года подпольная группа из 9 человек, которой руководил архитектор Геррит ван дер Веен, разоружив охранников, сожгла адресный стол в Амстердаме.
29 апреля 1943 года в стране началась массовая забастовка против отправки на принудительные работы в Германию 300 тыс. голландских военнопленных. Забастовка продолжалась до 7 мая 1943 года, в ней приняло участие 1 млн человек. Выступления были жестоко подавлены оккупационными властями: 95 человек было убито и 400 ранено во время разгона протестующих, еще 80 — казнены по приговору военно-полевых судов, свыше 900 человек были арестованы и отправлены в тюрьмы и концентрационные лагеря.
1 мая 1943 года был создан Совет Сопротивления («Raad van Verzet»), в состав которого вошли коммунисты и несколько небольших союзных организаций, в подчинении Совета имелось около 2 тыс. организованных активистов.
В июне 1943 года протестантскими кругами была создана организация «Кнок-плуген» (от «Knokploeg», «боевые дружины»), активисты которой совершали нападения на адресные бюро и иные оккупационные учреждения, освобождали задержанных, похищали продовольственные карточки, бланки документов, материальные ценности и денежные средства, которые использовали на развитие антинемецкой деятельности.
27-28 июня 1943 года имело место протестное выступление врачей, в котором приняли участие 1,7 тыс. медицинских работников. В результате, оккупационные власти отказались от идеи создания «Союза врачей».
Сторонниками правительства была создана военизированная организация «Орде-диенст» («Служба порядка»), в состав которой вошли офицеры и военнослужащие голландской армии. Организация занималась ведением разведки в интересах западных союзников и получала помощь от Великобритании.

### 1944—1945
Весной 1944 года была создана координационная структура голландского движения Сопротивления — «треугольник», в состав которого вошли представители «Орде-диенст», «боевые дружины» и Совет свободы. Деятельность структуры определяли сторонники политики выжидания.
После высадки войск союзников в Нормандии в июне 1944 года, освободительное движение в стране набрало подъём. Возросла потребность в разведывательных данных о немецких укреплениях.
К сентябрю 1944 года часть страны была освобождена в ходе Голландской наступательной операции союзников, однако последовавшее контрнаступление немцев отложило освобождение страны до мая 1945 года.
5 сентября 1944 года полковник Х. Коот объявил о создании в Голландии «Внутренней армии» («Nederlandse Binnenlandse Strijdkrachten»), объединявшей сторонников эмигрантского правительства. В состав NBS вошли члены подпольной организации «Ordedienst», а также офицеры и военнослужащие голландской армии, она начала получать оружие от западных союзников.
Вечером 17 сентября, в день начала Голландской операции по решению премьер-министра в изгнании Питера Сьёрдса Гербранди подпольное «Радио Оранье» («Оранжевое радио») призвало ко всеобщей забастовке на железной дороге. Подавляющее большинство служащих железной дороги, штат которой составлял 30 тысяч человек, оставили рабочие места, многие ушли в подполье.
18 сентября 1944 года официальные сообщения в прессе давали понять: «остановка железных дорог означает прекращение поставок еды». В результате голодной зимы 1944 года погибло 18 000 голландцев.
27 октября 1944 года Х. Коот отдал приказ о запрете проведения диверсий без санкции командования «Внутренней армии», против которого выступили Совет свободы и «боевые дружины», но после того, как в ноябре 1944 года погибли И. А. ван Бейнен (руководитель «боевых дружин») и Тейссен (руководивший деятельностью боевых групп Совета свободы), активность движения Сопротивления в Голландии пошла на спад.
Вечером 6 марта 1945 года на дороге между Арнемом и Апелдорном бойцы голландского Сопротивления совершили покушение на Высшего руководителя СС и полиции в Нидерландах обергруппенфюрера СС Ганса Раутера, который был ранен несколькими выстрелами и притворился мёртвым.
В ночь с 5 на 6 апреля 1945 года на острове Тексел подняли восстание советские военнопленные, боевые действия продолжались до 9 апреля, когда к немецким войскам на острове прибыло подкрепление. В дальнейшем уцелевшие участники восстания перешли к партизанской деятельности, которая продолжалась до высадки на остров западных союзников в мае 1945 года. В целом, в ходе восстания погибли 570 из 800 советских военнопленных, 89 голландцев и 460 немцев.
Последние подразделения немецких войск в Амстердаме и в северной Голландии капитулировали 6 мая 1945 года.

## Иностранная военная помощь
Движение Сопротивления в Голландии получало помощь от Великобритании и США. В период с 8 ноября 1941 года до 21 апреля 1943 года английские спецслужбы подготовили и перебросили на территорию Голландии 53 агента, однако в результате предательства одного из агентов, немецкие контрразведывательные органы арестовали всех остальных (из 52 человек 47 были казнены, а остальные продолжили работать под немецким контролем), это позволило немцам начать «радиоигру» (получившую название операция «Nordpol») и в 1942—1944 годы получить значительное количество вооружения, боеприпасов и снаряжения «для голландского движения Сопротивления».
В период с сентября 1944 года до апреля 1945 года английские самолёты совершили 600 самолёто-вылетов, в ходе которых для голландского движения Сопротивления было сброшено 35 тыс. единиц огнестрельного оружия, несколько миллионов патронов и иное военное имущество.

## Результат оккупации
В период оккупации в Голландии погибли 199 тыс. человек (в том числе, 2500 участников движения Сопротивления), общий ущерб экономике страны составил 20 млрд. гульденов, а государственный долг увеличился с 5,5 млрд гульденов в 1939 году до 19,5 млрд гульденов.

## Послевоенные события

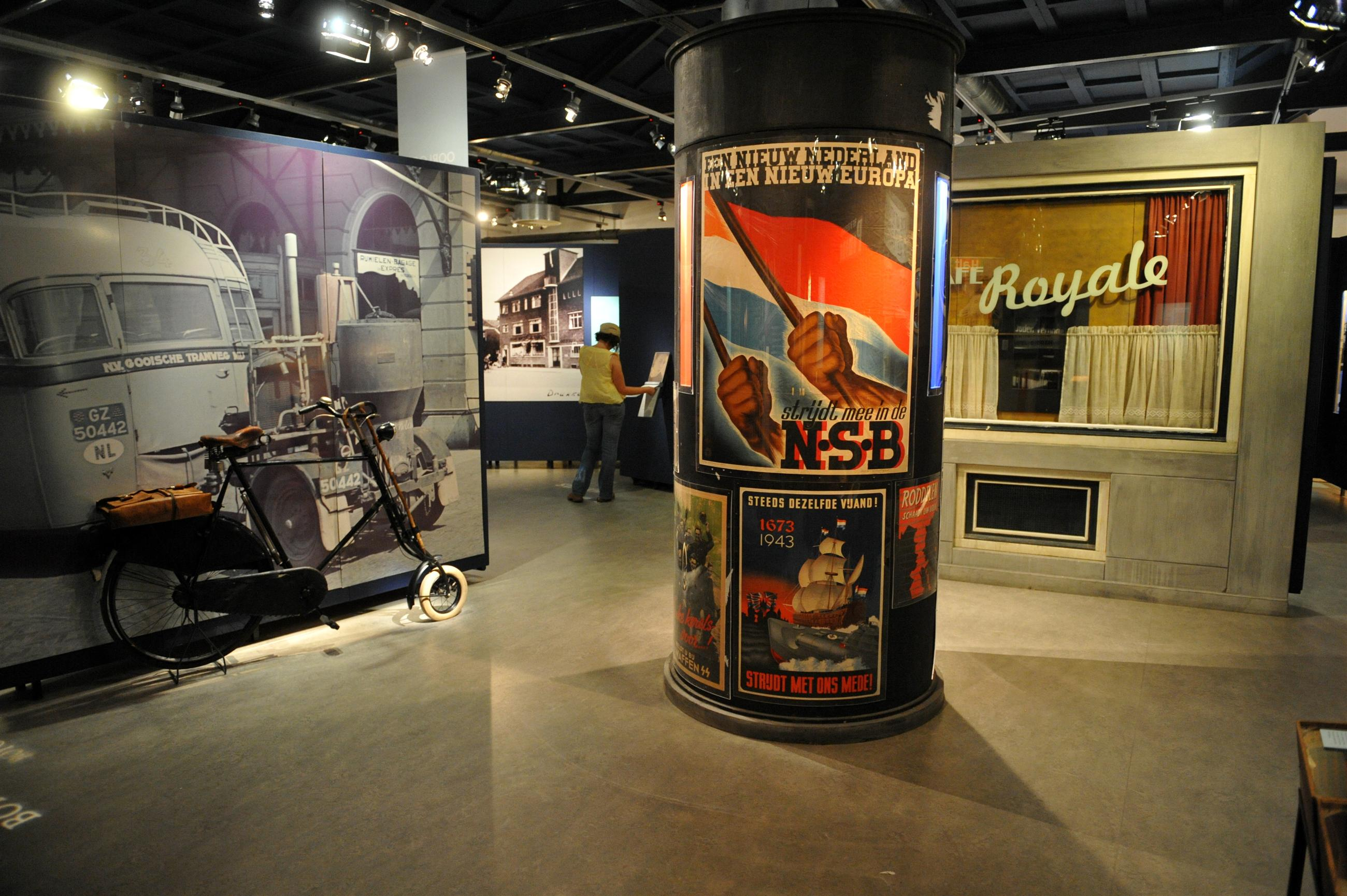
Экспозиция Музея Сопротивления в Амстердаме

- королевским указом от 3 мая 1946 года была учреждена награда для участников движения Сопротивления — орден «Крест Сопротивления» (Verzetskruis 1940—1945), которым были награждены 95 героев голландского Сопротивления (при этом, 94 из 95 награждённых были награждены посмертно).
- 374 погибших участников движения Сопротивления были захоронены на мемориальном кладбище в Блумендале.
- в Амстердаме был открыт Музей Сопротивления

## Отражение в культуре и искусстве
- х/ф «Солдат Оранжевой страны» (1977)
- х/ф «Чёрная книга» (2006)
- Call of Duty: United Offensive
- х/ф «Рифаген» (2016)
- Bankier van het verzet[нидерл.] (2018)